# Sabrina van der Ley
Sabrina van der Ley  (* 1967 in Köln) ist eine niederländische Kunsthistorikerin, Kuratorin und Kunstmanagerin. Sie leitet das SørTroms Museum im norwegischen Harstad. 

## Leben
Sabrina van der Ley wuchs in Köln auf und studierte dort Kunstgeschichte, Anglistik und Germanistik; ihr Studium schloss sie 1998 ab. Bereits während des Studiums arbeitete sie ab 1990 in Galerien in Europa und den USA.  Am Museum Ludwig in Köln war sie von 1994 bis 1997 Geschäftsführerin der Gesellschaft für Moderne Kunst. 1997 ging sie nach Berlin und war bis 1999 Kustodin der Privatsammlung Hoffmann der Kunstsammler Rolf und Erika Hoffmann. 2000 wurde sie Künstlerische Leiterin des Art Forums Berlin. 2002 gründete sie mit Markus Richter und Anne Maier das European Art Projects. Ab Dezember 2008 war sie Kuratorin der Galerie der Gegenwart der Hamburger Kunsthalle. Ab Mai 2011 war sie Direktorin des Museet for samtidskunst (Museum für Zeitgenössische Kunst) des Nationalmuseums Oslo. Seit September 2018 leitet sie das SørTroms Museum im norwegischen Harstad.
Sie ist mit dem ehemaligen Galeristen und jetzigen Kurator Markus Richter (* 1964) verheiratet. Sie kuratierten zusammen die Ausstellungen „Ideal City – Invisible Cities“ und „Megastructure Reloaded“ als Teil des Ausstellungs- und Forschungsprojekts „Utopia Revisited“.

## Veröffentlichungen
- Tim Ayres – it will be much like a kingdom. Galerie Markus Richter, Berlin 2000 ISBN 3-00-006691-8

Herausgeberschaften
- Ideal city – invisible cities. Revolver, Archiv für Aktuelle Kunst, Frankfurt am Main 2006 ISBN 978-3-86588-266-0
- Megastructure reloaded. Visionäre Stadtentwürfe der Sechzigerjahre reflektiert von zeitgenössischen Künstlern. Hatje Cantz, Ostfildern 2008 ISBN 978-3-7757-2216-2 (mit Markus Richter)
- David Tremlett – Drawing rooms. Hamburger Kunsthalle, Hamburg 2010 ISBN 978-3-938002-32-2